# Plavání na Letních olympijských hrách 1952
Plavání na Letních olympijských hrách 1952.

## Přehled medailí
| Pořadí | Země                         | Zlato | Stříbro | Bronz | Celkově |
| ------ | ---------------------------- | ----- | ------- | ----- | ------- |
| 1.     | Spojené státy americké (USA) | 4     | 2       | 3     | 9       |
| 2.     | Maďarsko (HUN)               | 4     | 2       | 1     | 7       |
| 3.     | Francie (FRA)                | 1     | 1       | 1     | 3       |
| 4.     | Austrálie (AUS)              | 1     | 0       | 0     | 1       |
| 4.     | Jihoafrická unie (RSA)       | 1     | 0       | 0     | 1       |
| 6.     | Japonsko (JPN)               | 0     | 3       | 0     | 3       |
| 6.     | Nizozemsko (NED)             | 0     | 3       | 0     | 3       |
| 8.     | Švédsko (SWE)                | 0     | 0       | 2     | 2       |
| 9.     | Brazílie (BRA)               | 0     | 0       | 1     | 1       |
| 9.     | Velká Británie (GBR)         | 0     | 0       | 1     | 1       |
| 9.     | Nový Zéland (NZL)            | 0     | 0       | 1     | 1       |
| 9.     | Německo (GER)                | 0     | 0       | 1     | 1       |
| Celkem | Celkem                       | 11    | 11      | 11    | 33      |

## Medailisté

### Muži
| Kategorie                    | Zlato                                                                                 | Čas     | Stříbro                                                                              | Čas     | Bronz                                                                      | Čas     |
| ---------------------------- | ------------------------------------------------------------------------------------- | ------- | ------------------------------------------------------------------------------------ | ------- | -------------------------------------------------------------------------- | ------- |
| 100 m volný způsob           | Clarke Scholes · Spojené státy americké (USA)                                         | 57.4    | Hiroshi Suzuki · Japonsko (JPN)                                                      | 57.4    | Göran Larsson · Švédsko (SWE)                                              | 58.2    |
| 400 m volný způsob           | Jean Boiteux · Francie (FRA)                                                          | 4:30.7  | Ford Konno · Spojené státy americké (USA)                                            | 4:31.3  | Per-Olof Östrand · Švédsko (SWE)                                           | 4:35.2  |
| 1500 m volný způsob          | Ford Konno · Spojené státy americké (USA)                                             | 18:30.3 | Shiro Hashizume · Japonsko (JPN)                                                     | 18:41.4 | Tetsuo Okamoto · Brazílie (BRA)                                            | 18:51.3 |
| 100 m znak                   | Yoshi Oyakawa · Spojené státy americké (USA)                                          | 1:05.9  | Gilbert Bozon · Francie (FRA)                                                        | 1:06.2  | Jack Taylor · Spojené státy americké (USA)                                 | 1:06.4  |
| 200 m prsa                   | John Davies · Austrálie (AUS)                                                         | 2:34.4  | Bowen Stassforth · Spojené státy americké (USA)                                      | 2:34.7  | Herbert Klein · Německo (GER)                                              | 2:35.9  |
| štafeta 4×200 m volný způsob | Spojené státy americké (USA) · Wayne Moore · Bill Woolsey · Ford Konno · Jimmy McLane | 8:31.1  | Japonsko (JPN) · Hiroshi Suzuki · Yoshihiro Hamaguchi · Toru Goto · Teijiro Tanikawa | 8:33.5  | Francie (FRA) · Joseph Bernardo · Aldo Eminente · Alex Jany · Jean Boiteux | 8:45.9  |

### Ženy
| Kategorie                    | Zlato                                                                              | Čas    | Stříbro | Čas    | Bronz | Čas    |
| ---------------------------- | ---------------------------------------------------------------------------------- | ------ | --- | ------ | --- | ------ |
| 100 m volný způsob           | Katalin Szőkeová · Maďarsko (HUN)                                                  | 1:06.3 | Hannie Termeulenová · Nizozemsko (NED)                                                                                        | 1:06.5 | Judit Temesová · Maďarsko (HUN)                                                                             | 1:07.6 |
| 400 m volný způsob           | Valéria Gyenge · Maďarsko (HUN)                                                    | 5:12.1 | Éva Nováková · Maďarsko (HUN)                                                                                                 | 5:13.7 | Evelyn Kawamotoová · Spojené státy americké (USA)                                                           | 5:14.6 |
| 100 m znak                   | Joan Harrisonová · Jihoafrická unie (RSA)                                          | 1:14.3 | Geertje Wielemaová · Nizozemsko (NED)                                                                                         | 1:14.5 | Jean Stewartová · Nový Zéland (NZL)                                                                         | 1:15.8 |
| 200 m prsa                   | Éva Székelyová · Maďarsko (HUN)                                                    | 2:51.7 | Éva Nováková · Maďarsko (HUN)                                                                                                 | 2:54.4 | Helen Gordon · Velká Británie (GBR)                                                                         | 2:57.6 |
| štafeta 4×100 m volný způsob | Maďarsko (HUN) · Ilona Nováková · Judit Temesová · Éva Nováková · Katalin Szőkeová | 4:24.4 | Nizozemsko (NED) · Marie-Louise Linssen-Vaessenová · Koosje van Voornová · Hannie Termeulenová · Irma Heijting-Schuhmacherová | 4:29.0 | Spojené státy americké (USA) · Jackie LaVineová · Marilee Stepanová · Jody Aldersonová · Evelyn Kawamotoová | 4:30.1 |